# Kantonist

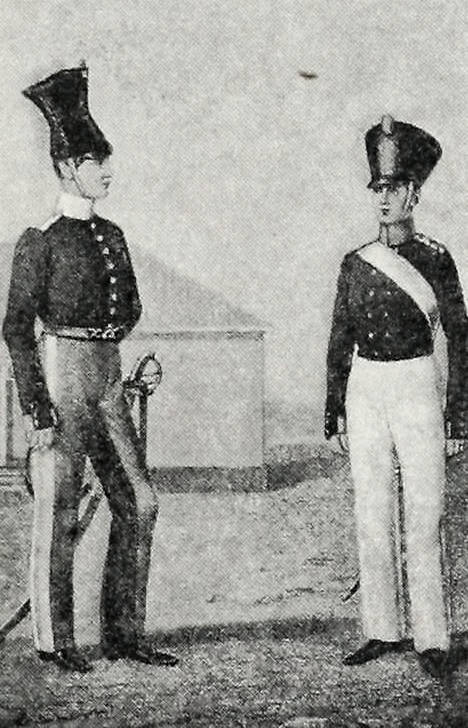
Russische Kantonisten der Ulanen und der Militärsiedler um 1820

Kantonist war eine im 18. Jahrhundert gebräuchliche Bezeichnung für Dienstverpflichtete beim Militär, die weder der Gruppe der Freiwilligen noch derjenigen der Söldner zugerechnet werden konnten. Geprägt wurde der Begriff erstmals durch den polnischen Oberst R. Pastetzky im Jahr 1713.
Der Begriff steht im unmittelbaren Zusammenhang mit dem Kantonsystem (auch Kantonsreglement), das durch den preußischen König Friedrich Wilhelm I. im Jahr 1733 eingeführt wurde. Bei dieser verbindlichen Dienstpflicht aller Untertanen handelte es sich faktisch um eine Art von Wehrpflicht.
In Russland waren Kantonisten (Кантонисты) Kindersoldaten, die seit 1758 jedes Jahr zum Militärdienst in der russischen Armee eingezogen wurden und von ihrem achten Lebensjahr an auf Staatskosten erzogen wurden. Diese Einrichtung wurde nach dem Krimkrieg 1856 mit dem Krönungsmanifest Alexanders II. abgeschafft. Die Militärangehörigen siedelten sich daraufhin in ihren Garnisonsorten an.
Unsichere Kantonisten waren Wehrpflichtige, die sich dem Wehrdienst auf eine Weise entzogen, welche nicht den (schweren) Straftatbestand der Fahnenflucht erfüllte. Meyers Konversationslexikon von 1889 definiert sie als: „Junge Leute, welche sich der Gestellung entziehen, ohne sich der Fahnenflucht schuldig zu machen; verlieren das Losungsrecht und können außerterminlich eingestellt werden, wobei ihre Dienstzeit vom nächsten Einstellungstermin an rechnet.“
Während der Begriff Kantonist als historisch gelten kann, hat sich der unsichere Kantonist außerhalb des ursprünglichen militärischen Kontextes erhalten. Er bezeichnet heute als Redewendung eine wenig zuverlässige bis unzuverlässige Person.